# Frimodig kyrka
Frimodig kyrka är en nomineringsgrupp för kyrkliga val inom Svenska kyrkan. Många inom Frimodig kyrka har tidigare varit engagerade inom Partipolitiskt obundna i Svenska kyrkan. Nomineringsgruppen beskriver sig själv som teologiskt konservativ.
Frimodig kyrka bildades 2005. Gruppen uttrycker att de vill att bekännelsen till Jesus som Kyrkans Herre skall vara tydlig i kyrkan och hänvisar till portalparagrafen i kyrkoordningen: "Syftet är att människor skall komma till tro på Kristus och leva i tro, en kristen gemenskap skapas och fördjupas, Guds rike utbredas och skapelsen återupprättas" (1 kap. 1§). Man vill vidare att kyrkan ska styras utan inblandning av politiska partier, och önskar att kyrkan ska bli frimodig (oförsagd, orädd) "med en ökad kärlek till och förtroende för Ordet" (det vill säga det som förkunnas Bibeln).
Frimodig kyrka är organiserad genom stiftsföreningar som finns i 12 av de 13 stiften. Ordförande (2021) är Maria Andersson. Det finns en stor mångfald av kyrkliga traditioner representerade inom Frimodig kyrka.
Nomineringsgruppen har i huvudsak fem punkter: Gudstjänsten, är en del i församlingens liv som ger liv åt allt annat i livet. Undervisningen, ska genomföras av nya metoder som presenterar kristen tro på ett inspirerande och trovärdigt sätt i vår samtid. Diakoni, vi är kallade att vara ett kärlekens och barmhärtighetens tecken i samhället. Mission, Svenska kyrkan ska verka internationellt för att samarbeta med lokala kyrkor i missionen. Ge plats, frimodig kyrka vill att kyrkan ska vara öppen för alla. "Följ med och se, hindra dem inte!"

## Valfrågor
En viktig fråga för gruppen är att Svenska kyrkan ska avpolitiseras och att valen skall genomföras som i andra kyrkor utan inblandning av politiska partier och vara personval. Andra viktiga frågor för dem är bland annat byggandet av levande församlingar, betoning på gudstjänst, mission och diakoni, knyta kontakter med växande församlingar och kyrkor runt om i Sverige och världen, friare församlingstillhörighet och att stiften skall återfå arbetsgivaransvaret för prästerna.
Frimodig kyrka anser att Svenska kyrkan inte ska viga samkönade par, utan att äktenskapet är till för en man och en kvinna. De anser att kyrkan inte har mandat utifrån Bibeln och Jesu egen undervisning att viga samkönade par. De tycker att Svenska kyrkan bör lämna ifrån sig den juridiska vigselrätten. Kyrkan skall, menar de, stå för välsignelse, glädje, högtid och kyrkbröllop medan samhället skall stå för myndighetsutövning.
Nomineringsgruppen vill stärka församlingarnas ställning genom att bland annat återinföra direktvalen på församlingsnivå för de församlingar som ingår i pastorat och är mot alltför omfattande församlings- och pastoratssammanslagningar.
Frimodig kyrka arbetar för att personer som inte anser att kvinnor kan vara präster ska kunna vara verksamma inom kyrkans alla ämbeten.

## Kontrovers
SVT Uppdrag Granskning gjorde ett reportage 2014 om synen på homosexualitet i Svenska kyrkan. Utrustade med dold mikrofon sökte de upp präster tillhörande just nomineringsgrupper Frimodig Kyrka och bad om enskild själavård. Reportern sade sig sedan vilja att prästen skulle be för honom att han skulle bli fri från sin homosexualitet, vilket några av prästerna accepterade att göra. En präst spekulerade även om homosexualitet i vissa fall kunde bero på sexuella övergrepp i barndomen.

## Kyrkoval

### 2009
Förutom valet till kyrkomötet ställde nomineringsgruppen i kyrkovalet 2009 upp i valet till stiftsfullmäktige i 10 stift, endast Linköpings, Karlstads och Visby stift undantagna. Personerna på Frimodig kyrkas valsedlar hade i kyrkovalet 2005, jämfört med de andra nomineringsgrupperna, en låg medelålder och många av dem är kyrkligt anställda. I kyrkovalet 2009 ökade Frimodig kyrka från 7 mandat till 13 mandat i kyrkomötet. Frimodig kyrka tog mandat i alla de tio stiftsfullmäktige där de ställde upp och fick sammanlagt 35 mandat i de olika stiftsfullmäktigeförsamlingarna runt om i landet. Man blev också representerad i flera stiftsstyrelser.

### 2013
Förutom valet till kyrkomötet ställde nomineringsgruppen i kyrkovalet 2013 upp i valet till stiftsfullmäktige i 12 stift; endast i Visby stift saknade man egen lista. Jämfört med tidigare val ställde man också upp i fler lokala val.
I kyrkovalet 2013 förlorade Frimodig kyrka ett mandat i kyrkomötet och fick 12 mandat.

### 2017
I kyrkovalet 2017 förlorade Frimodig kyrka två mandat i kyrkomötet och fick 10 mandat.

### 2021
I kyrkovalet 2021 förlorade Frimodig kyrka två mandat i kyrkomötet och fick 8 mandat.

## Valresultat
- 2005: 2,88 % 7 mandat
- 2009: 5,08 % 13 mandat
- 2013: 4,76 % 12 mandat
- 2017: 3,97 % 10 mandat
- 2021: 3,47 % 8 mandat

## Ordförande
- 2005 – Joakim Svensson (interimsordförande)[11]
- 2006 – Jan-Anders Ekelund[12]
- 2014 – Jan-Erik Amilén[13]
- 2021 – Maria Andersson[14]